# 战锤40K：星际战士2
《战锤40K：星际战士2》，是一款战锤系列衍生的动作射击游戏。它是2011年发售的《战锤40K：星际战士》的续作。游戏原定于2023年冬季发售，但之后推迟到2024年9月9日。游戏登录了PlayStation 5、Xbox Series X/S和Windows平台。
由於本作大受好評，開發商Saber Interactive已公報正在著手開發續作。

## 故事簡介
主角泰图斯（Titus）於《战锤40K：星际战士》的結局被審判庭帶走後，經歷了一段時間後被編入一支從各戰團的星際戰士組成，專責對付各種異形生物，且隸屬審判庭的戰團死亡守望（Deathwatch），但成為了黑盾（Black Shield）作為自己的贖罪。其後，於上次被審判庭帶走後相隔了200年，泰图斯在一次對付泰倫蟲族（Tyranids）的行動中受傷後被母戰團極限戰士（Ultramarines）救獲，及後為了保住泰图斯性命，將他改造成更強大的原鑄星際戰士（Primaris Space Marines），但泰倫蟲族的問題仍未解決，在極限戰士戰團長卡爾加（Marneus Calgar）的要求下，泰图斯將重回極限戰士戰團，以副官職位率領小隊與泰倫蟲族交戰，以證明他是忠誠的人類帝國戰士，而不是與混沌勾結的異端。

#### 设定
游戏背景设定在遙遠的第42個千年的不屈紀元（the Era Indomitus）。在基因原体（Primarch）罗伯特·基里曼（Roboute Guilliman）回归后，人类帝国已发动了数十年星际级的作战，被称之为不屈遠征（Indomitus Crusade），其目标是从敌人手上收复失地。然而当帝国看似获得优势时，外星种族泰伦虫族的利维坦舰队从星系西方出现了，数量史无前例。由此开始了第四次泰伦战争。

## 玩法
在《战锤40K：星际战士2》中，玩家可以对敌人以近战搏杀的形式或第三人称视角的远距离作战进行游戏。 玩家将操纵极限战士（Ultramarines）泰图斯（Titus）中尉，并与其他星際戰士同行。同伴可由多人合作模式的玩家或由单人模式的AI操纵。 在遇到较弱小的敌人时一般使用远距离作战，而当遇到更强大的敌人如泰倫蟲族战士时则会使用砍杀作战。遊戲中有三個模式可以遊玩。

### 遊戲模式
- 戰役模式-Campaign (PVE)

可以操控泰圖斯或另外兩名隊友進行故事任務。故事將了解到泰圖斯通過改造成原鑄星際戰士並重返母戰團極限戰士後，如何對付泰倫蟲族。
- 作戰行動模式-Oprations (PVE)

可選擇及操控6種不同類型的星際戰士進行任務，完成後可以升級和自訂裝備及外觀。此模式中玩家所操控的角色是同屬於故事中主角泰圖斯所在的戰團第二連隊（2nd Company）成員，了解與故事任務同時間發生的支線故事。於8.0更新後新增圍攻模式，在5個階段中對抗最多合共25波敵人的攻擊。
- 永恆戰爭模式-Eternal War (PVP)

可以使用星際戰士或混沌星際戰士（Chaos Space Marines）進行最多6 VS 6的多人對戰。

## 评价
| 汇总媒体             | 得分                                   |
| -------------------- | -------------------------------------- |
| Metacritic           | (PC) 83/100 (PS5) 82/100 (XSXS) 83/100 |
| OpenCritic（推荐率） | 94%                                    |

| 媒体          | 得分 |
| ------------- | ---- |
| Eurogamer     | 4/5  |
| GamesRadar+   | 4/5  |
| HardcoreGamer | 4/5  |
| IGN           | 8/10 |
| PCGamesN      | 6/10 |
| Push Square   | 9/10 |
| VG247         | 4/5  |

根据评论汇总网站Metacritic的统计，《战锤40K：星际战士2》获得了媒体的“普遍好评”（83%）， 在OpenCritic上获得了94% 的推荐度。